# سرعت (هوانوردی)
سرعت در هوانوردی واژه استانداردی است که برای تعریف سرعتهای هوایی مهم یا کاربردی برای کاربر هواپیما به کار می‌رود. این سرعتها از اطلاعات تهیه شده توسط طراح و سازنده هواپیما در طی آزمایشهای هوایی مشتق می‌شوند و در اکثر کشورها باید توسط بازرسان سازمانهای هوانوردی در طی آزمونهای گواهی نوع مورد تأیید قرار گیرند. استفاده از این سرعتها برای رسیدن به حداکثر امنیت پروازی و بهره‌وری هواپیما الزامی است.

## انواع سرعت در هوانوردی
یکی از مهم‌ترین آلات دقیق در کاکپیت خلبان، نشان دهندهٔ سرعت (Airspeed indicator) می‌باشد که این نشان دهنده یکی از ۶ آلات دقیق اصلی در پرواز است. عوامل متعددی بر روی Airspeed indicatorها اثر می‌گذارند که در شرایط مختلف نیاز به تصحیح دارند.
نشان دهنده سرعت هواپیما بر اساس اختلاف فشار حساب شده توسط مجرای پیتوت و مجرای استاتیک، سرعت هواپیما را اندازه‌گیری کرده و آن را به خلبان نشان می‌دهند.
مجرای پیتوت(Pitot tube) به‌طور معمول بر روی بال هواپیما یا دماغهٔ هواپیما نصب می‌شود تا در معرض جریان مستقیم نسبی هوا قرار گیرد. این عمل باعث می‌شود تا جریان نسبی هوا قبل از اینکه توسط بدنهٔ هواپیما تحت تأثیر قرار گیرد، وارد مجرای پیتوت شود.
مجرای پیتوت فشار مطلق(Total pressure) را اندازه‌گیری می‌کند.
اما بر خلاف مجرای پیتوت، مجرای استاتیک(Static tube) بر روی قسمت کناری بدنهٔ هواپیما نصب می‌شود تا جریان نسبی هوا مستقیماً وارد آن نشود و در نتیجه فشار استاتیکی(Static pressure) را محاسبه کند.
البته در هواپیماهای کوچک این دو مجرا با یکدیگر ترکیب شده و معمولاً در زیر بال نصب می‌گردند. به اختلاف بین فشار مطلق و فشار استاتیکی، فشار دینامیکی گفته می‌شود که به عنوان سرعت هواپیما بر روی نشان دهندهٔ سرعت به خلبان نشان داده می‌شود.
انواع سرعت:
۱) Indicated airspeed: این نوع سرعت برابر با سرعت هواپیمای شماست که با مقایسهٔ بین فشار پیتوت (مطلق) و فشار استاتیکی، مستقیماً بر روی نشان دهندهٔ سرعت به نمایش در می‌آید و خلبان این سرعت را مستقیماً از روی نشان دهندهٔ سرعت می‌خواند.
هرچه سرعت هواپیما بالاتر برود اختلاف فشار بین فشار پیتوت و استاتیک افزایش می‌یابد. سازندگان هواپیما این سرعت را به عنوان پایه و اساس Performance هواپیما می‌دانند.
۲) Calibrated airspeed: این سرعت برابر است با سرعت Indicated airspeed که برای خطاهای موجود در خود نشان دهنده و نصب آن تصحیح صورت گرفته باشد. به عنوان مثال، در هواپیماهای آموزشی، در درون نشان دهنده‌های سرعت چرخدنده‌هایی موجود می‌باشد که این چرخدنده‌ها به علت وجود اصطکاک نمی‌توانند اطلاعات دقیق سرعت را بر روی نشان دهندهٔ سرعت به‌طور کامل منتقل کنند. در سرعت Cruise اختلاف بین Indicated airspeed و Calibrated airspeed به حداقل می‌رسد.

## سرعت تیک آف هواپیما
پرواز هواپیماهای جت که در خطوط هوایی سراسر جهان کار می‌کنند، بر اساس مقادیر معین محاسبه شده‌است که عملکرد ایمن و کارآمد هواپیما را تضمین می‌کند. از این مقادیر استاندارد می‌توان سرعت تیک آف هواپیما را نام برد که توسط مهندسان هوا فضا برای یک نوع خاص از هواپیما محاسبه شده می‌شود، به این ترتیب، سرعت برخاست هواپیماهای مختلف گوناگون است.
اگر چه به سرعت‌های عملیاتی نام برده شده در ارتباط با تیک آف هواپیما، اصطلاحاتی مانند «حداقل سرعت کنترل» و «حداکثر سرعت لاستیک» داده می‌شود، اما مقادیر آن‌ها به‌طور خاص با توجه به هواپیماهای جت که برای محاسبه این مقادیر مورد توجه قرار می‌گیرند، متفاوت است. به‌طور کلی سرعت فرود و برخاست هر هواپیما به فاکتورهایی مانند وزن هواپیما، دانسیته (چگالی) هوا و طول باند بستگی دارد.

## یک هواپیمای جت در شرایط عادی برای تیک آف، به ترتیب از سه مرحله عبور می‌کند
- ابتدا هواپیما شروع به سرعت‌گیری روی زمین می‌کند که به آن take-off roll می‌گویند.
- سپس هواپیما شروع به جدا شدن از زمین می‌کند.
- در نهایت هواپیما از زمین کنده می‌شود.

این موارد را می‌توان به‌طور کلی، سه مرحله اصلی تیک آف هواپیما دانست؛ اما برای اینکه سرعت تیک آف هواپیما را متوجه شوید، نیاز دارید که بدانید این مراحل چه زیر مجموعه‌هایی دارد.

## درک تیک آف هواپیمای جت
با اینکه تیک آف به نظر پیچیده می‌رسد، اما اگر آن‌ها را به مراحل کوچکتر تقسیم کنید قابل درک تر می‌شود. وقتی هواپیمایی می‌خواهد از زمین بلند شود، یک سری مراحل باید انجام گیرد تا این کار به درستی و بدون نقص انجام شود. این مراحل عبارتند از:
- تیک آف با یک هواپیمایی که در باند ایستاده، شروع می‌شود. این هواپیما منتظر صدور اجازه ترخیص از سمت برج مراقبت است.
- زمانی که این اجازه صادر می‌شود، هواپیما شتاب گرفته و سرعت خود را در باند پرواز زیاد می‌کند.
- همزمان با شتاب گرفتن هواپیما، خلبان سرعت و زاویه را چک می‌کند و مراحل بعدی اجرا می‌شود.
- در یک سرعت مشخص که به سرعت روتیشن(rotation speed) معروف است، خلبان توسط فرامیل کنترل دماغه را بالا می‌دهد و این موقع است که دماغه به سمت بالا می‌رود.
- وقتی دماغه از زمین جدا شد، بال‌های هواپیما نیروی برآی کافی را برای غلبه بر جاذبه زمین تولید می‌کند. به این صورت توانایی بالارفتن هواپیما بیشتر می‌شود.
- به محض اینکه قدرت بالا کشیدن هواپیما بر وزن آن غلبه می‌کند، چرخ‌ها نیز از زمین جدا می‌شوند.

## بازه‌های سرعت در هوانوردی

### سرعت تصمیم‌گیری
- V1، سرعت تصمیم‌گیری (decision speed): این سرعت مشخص می‌کند که آیا خلبان می‌توان تیک آف را انجام دهد یا خیر. باید بدانید که این سرعت مشخص می‌کند که آیا خلبان می‌تواند هواپیما را متوقف کند یا باید حتماً تیک آف را انجام دهد؛ یعنی اینکه اگر یک هواپیما به سرعت v1 رسیده باشد، حتماً باید تیک آف انجام شود اما اگر هنوز به این سرعت نرسیده باشد، خلبان می‌تواند با بستن موتورها (آیدل)، رانش برگردان (ریورس) و همچنین بهره‌گیری از ترمز، هواپیما را متوقف کند.

### سرعت اقدام به بالا کشیدن دماغه
- VR، سرعت روتیشن (Rotation speed): سرعتی است که طی آن دماغه هواپیما از زمین جدا می‌شود.

### سرعت امن پس از برخاست
- V2، سرعت امن تیک آف (take-off safety speed): این اصطلاح به سرعتِ هواپیما طی برخاست اولیه یا initial climb گفته می‌شود. به عبارت دیگر V2 حداقل سرعت ایمن می‌باشد که اگر پس از به این سرعت رسیدن یکی از موتورها از کار افتاد، خلبان بتواند تیک آف را تکمیل کرده و نرخ اوج‌گیری لازم را داشته باشد.

## مفهوم‌ها
سرعت در هوانوردی در واقع سرعت هواپیما نسبت به هوایی است که از رو به رو به هواپیما برخورد می‌کند و نه سرعت هواپیما نسبت به زمین. به آن معنی که اگر باد مخالف با هواپیما و از جهت رو به رو بوزد، به برخاستن کمک می‌کند و هواپیما مسافت کمتری را بر روی باند طی خواهد کرد.
این سرعت‌ها برای هر پرواز، با توجه به وزن و گرانیگاه هواپیما، قدرت موتورها، غلظت هوای منطقه و طول باند محاسبه شده و در هر بار پرواز متفاوت خواهد بود.
- زمانی که هواپیما طی شتاب‌گیری در مرحله take-off roll قرار دارد، خلبان سرعت V1 را یادداشت می‌کند تا تصمیم بگیرد که آیا می‌توان تیک آف کرد یا خیر.
- در سرعت VR دماغه هواپیما از روی زمین بلند می‌شود که در این اقدام هواپیما نیروی لازم را برای برخاست به دست می‌آورد.
- در سرعت Vlof هواپیما از روی زمین بلند می‌شود که اصطلاح انگلیسی آن Liftoff است.
- در نهایت هواپیما به سرعت V2 می‌رسد تا یک فاصله امن را از زمین در یک ارتفاع و سرعت خاص داشته باشد.

## سرعت برخاست چند مدل از هواپیما

### سرعت تیک آف چند هواپیمای مختلف
| هواپیما     | وزن تیک آف                   | سرعت                                 |
| بوئینگ ۷۳۷  | ۱۰۰٬۰۰۰ پوند ۴۵٬۳۶۰ کیلوگرم  | ۱۵۰ مایل بر ساعت ۲۵۰ کیلومتر بر ساعت |
| بوئینگ ۷۵۷  | ۲۴۰٬۰۰۰ پوند ۱۰۸٬۸۶۰ کیلوگرم | ۱۶۰ مایل بر ساعت ۲۶۰ کیلومتر بر ساعت |
| ایرباس A320 | ۱۵۵٬۰۰۰ پوند ۷۰٬۳۰۵ کیلوگرم  | ۱۷۰ مایل در ساعت ۲۷۵ کیلومتر بر ساعت |
| ایرباس A340 | ۵۷۱٬۰۰۰ پوند ۲۵۹٬۰۰۰ کیلوگرم | ۱۸۰ مایل بر ساعت ۲۹۰ کیلومتر بر ساعت |
| بوئینگ ۷۴۷  | ۸۰۰٬۰۰۰ پوند ۳۶۲٬۸۷۰ کیلوگرم | ۱۸۰ مایل بر ساعت ۲۹۰ کیلومتر بر ساعت |
| کنکورد      | ۴۰۰٬۰۰۰ پوند ۱۸۱٬۴۳۵ کیلوگرم | ۲۲۵ مایل بر ساعت ۳۶۰ کیلومتر بر ساعت |